# Kasteel Heylweghen

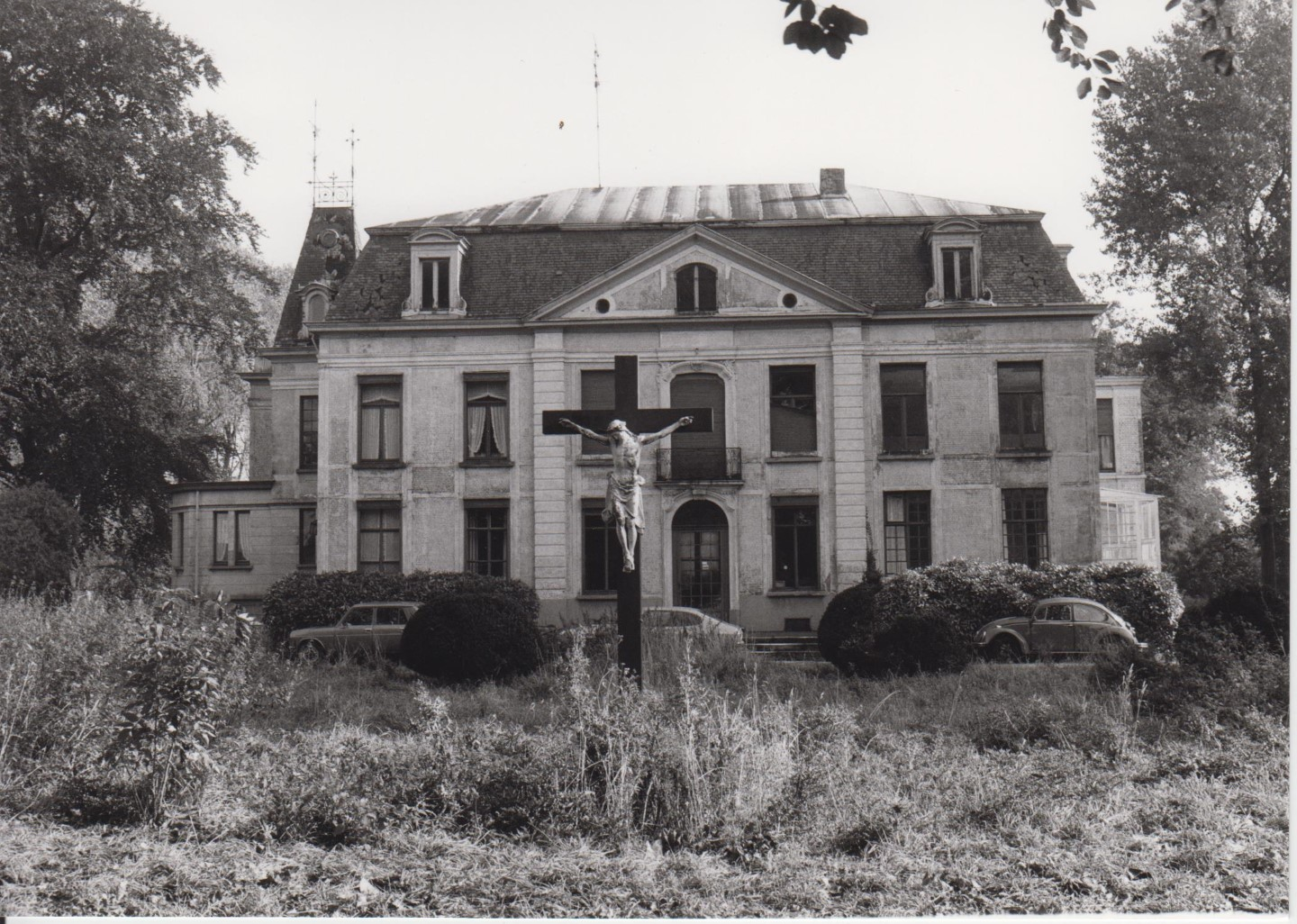
Kasteel Heylweghen in 1981

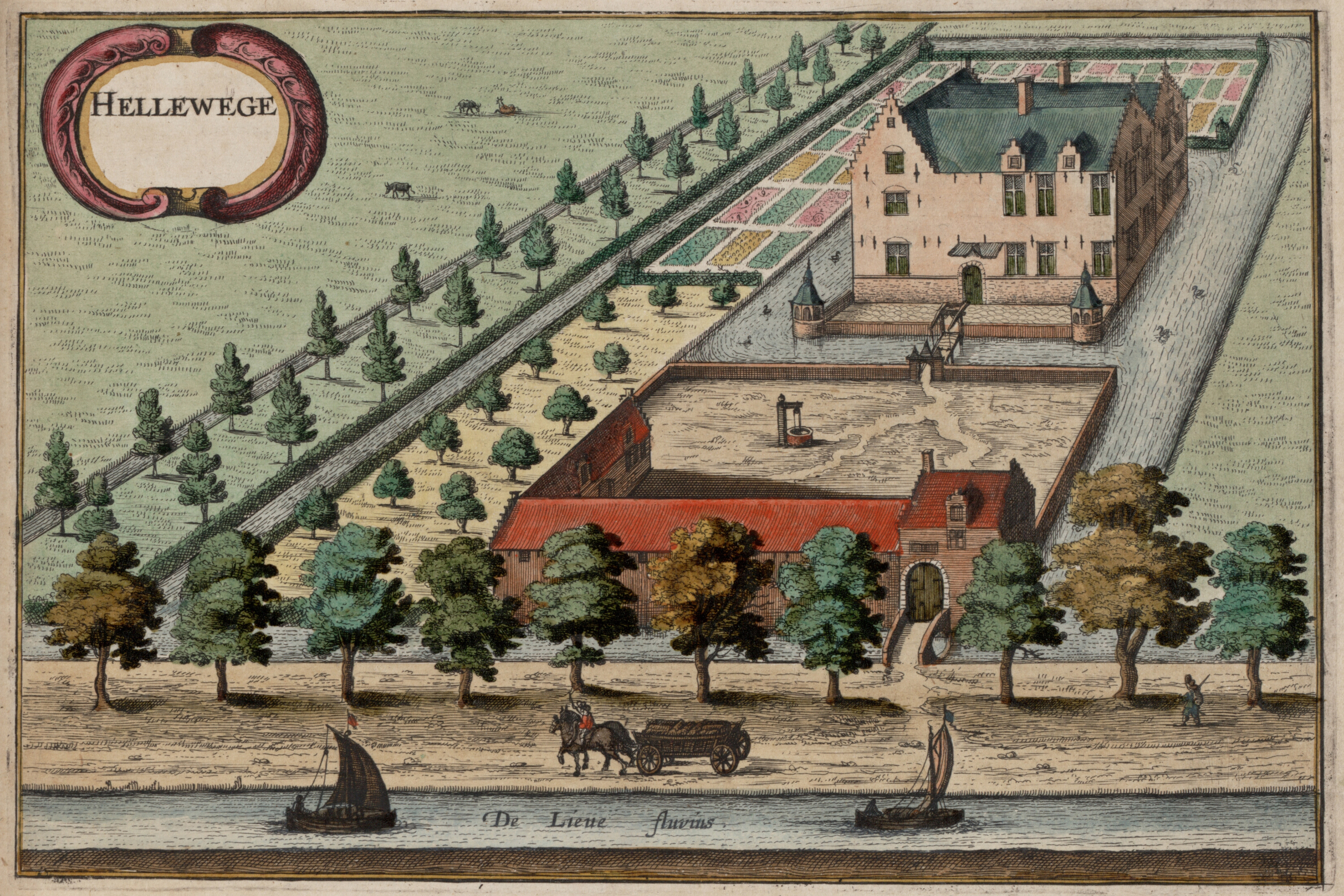
Kasteel Heylweghen volgens Sanderus in 1641

Kasteel Heylweghen is een kasteel in de tot de Oost-Vlaamse gemeente Evergem behorende plaats Langerbrugge, gelegen aan Burggravenlaan 18.

## Geschiedenis
In 1379 was voor het eerst sprake van een Goed Ter Beken, genoemd naar de beek (de Burggravenstroom) die langs het goed liep. Het behoorde toe aan Jan van der Woestinen. Naast een landbouwbedrijf zou er sprake zijn van een omgracht mottekasteel. Via een van de dochters van der Woestinen kwam het in het bezit van de familie Teerpennine en dan van de Gentse poorter Lieven Papal, die het goed door aankopen verder uitbreidde.
In 1545 kwam het door aankoop aan de Voorzitter van de Raad van Vlaanderen, Louis van Heylweghen, die het zijn huidige naam bezorgde en het bleef in die familie tot 1749. Hoewel het in 1584 tijdens de godsdiensttroebelen werd vernield, was het in 1621 weer herbouwd en stond te boek als "huys van plaisancie”. In 1631 bekwam men bij breve van paus Urbanus VIII de toelating tot oprichten van een huiskapel. Na de dood van Philippe van Heylweghen ging het goed over op zijn kinderen om dan langs vrouwelijke lijn in 1749 bij de familie Borluut de Noortdonck te belanden.
Omstreeks 1780 werd het kasteel herbouwd in de huidige vorm. In 1836 kwam het via erfenis aan de familie Groverman (Jean-Baptiste Groverman was de neef van de weduwe van Emmanuel Borluut de Noortdonck). In 1919 overleed Adrien Groverman en kwam het in het bezit van zijn weduwe Marie Maertens de Noordhout, die het in 1951 verkocht aan de NV Compagnie Immobilière de Belgique, die het doorverkocht aan de vzw 'Opvoeding der jeugd Evergem-Langerbrugge‘ die er een jongensschool en parochiale kring in onder bracht. Uiteindelijk kwam het weer in privébezit.

## Gebouw
Het kasteel bevindt zich op een terrein dat ooit door een dubbele rechthoekige gracht was omgeven, die in 1880 werden gedempt. Het is in classicistische stijl van omstreeks 1780. Het interieur heeft stucwerk in late rococostijl in de inkomhal en de errond gegroepeerde salons.
Uit de 19e eeuw dateert een wagenhuis.